# Вальдеманко
Вальдеманко (ісп. Valdemanco) — муніципалітет в Іспанії, у складі автономної спільноти Мадрид. Населення — 1066 особи (2023).
Муніципалітет розташований на відстані близько 50 км на північ від Мадрида.
На території муніципалітету розташовані такі населені пункти: (дані про населення за 2010 рік)
- Вальдеманко: 708 осіб
- Серро-Матальєра: 205 осіб
- Ла-Оя: 39 осіб

## Демографія
Динаміка населення (INE ):